# الجامعة الأمريكية التحضيرية
الجامعة الأمريكية التحضيرية هي جامعة دولية خاصة تقع في لوس أنجلوس، الولايات المتحدة.

## الروابط الخارجية
1. ↑  "American University Preparatory School". aupschool.org. مؤرشف من الأصل في 2018-09-02.
2. ↑  "american university preparatory school". google.com.np. مؤرشف من الأصل في 2014-12-31.